# موتوماهی ژاپنی
موتوماهی ژاپنی (نام علمی: Engraulis japonicus) نام یک گونه از سرده لاشه‌ماهیان است.